# Omicrini
Omicrini – plemię chrząszczy z rodziny kałużnicowatych i podrodziny gomolatek. Obejmuje około 110 opisanych gatunków zgrupowanych w 15 rodzajach.

## Morfologia

### Owad dorosły
Chrząszcze o ciele długości od 0,7 do około 3 mm, szeroko w zarysie zaokrąglonym, o przeciętnym do wysokiego stopniu wysklepienia strony grzbietowej. Głowa jest prognatyczna, pozbawiona szwów czołowych, o silnie rozszerzonym i silnie, ukośnie lub pionowo odgiętym ku dołowi nadustkiem z wykrojeniami przed oczami, dzięki którym podstawy czułków widoczne są patrząc od góry; boczne płaty nadustka są częściowo lub całkowicie odgraniczone od części środkowej za pomocą listewek i nakrywają boki głowy. Warga górna jest silnie zesklerotyzowana, z wyjątkiem rodzaju Psalitrus odsłonięta. Oczy tylko u Psalitrus są duże, u pozostałych rodzajów są małe i osadzone na kanciastych częściach głowy. Czułki zbudowane są z ośmiu lub dziewięciu członów z których trzy ostatnie formują zwartą (u Psalitrus jednak luźną) buławkę. Żuwaczki są uwstecznione, o błoniastych częściach wierzchołkowych. Warga dolna cechuje się  pozbawionymi szeregów szczecinek krawędziami bocznymi bródki oraz obecnością dwóch owłosionych płatów, które tworzą lejek wraz z głaszczkami wargowymi. Część przedpiersia położona przed panewkami bioder przednich jest krótka. Na całej długości epipleury są umiarkowanie szerokie do bardzo szerokich. Na spodzie odwłoka widocznych jest pięć wolnych sternitów, z których pierwszy wypuszcza zaostrzony wyrostek międzybiodrowy, a ostatni ma całobrzegą krawędź tylną.

### Larwa
Larwy przebadano tylko u trzech rodzajów. Głowa ich pozbawiona jest szwu koronalnego, a szwy czołowe nie zbiegają się na niej ku tyłowi. Na przedniej krawędzi ma symetryczne do nieco niesymetrycznego nasale z trzema lub czterema dobrze wykształconymi ząbkami oraz dobrze rozwinięte, symetryczne, sięgające mniej więcej tak daleko jak nasale adnasalia. Czułki zbudowane są z trzech członów; na drugim z nich leży wyrostek zmysłowy tak długi jak człon trzeci. Symetrycznej budowy żuwaczki mają po dwa ząbki na powierzchniach wewnętrznych, czasem z dodatkowym, drobnym ząbkiem u podstawy, utworzonym przez kątowe zakrzywienie krawędzi wewnętrznej. Szczęki cechują się dobrze wykształconymi wyrostkami wewnętrznymi dźwigaczy głaszczków oraz tęgimi szczecinkami na powierzchniach wewnętrznych długich pieńków. Słabo wystająca warga dolna nie ma języczka ani płata podgębiowego. Oczka larwalne są uwstecznione i rozmieszczone w dwóch małych grupach lub całkiem zanikłe. Na śródtułowiu i zatułowiu leżą wąskie, poprzeczne skleryty. Odnóża są długie lub dość krótkie, ale o wszystkich członach i pazurku dobrze wykształconych. Odwłok tylko na ósmym segmencie ma wykształcony tergit, pozostałe są błoniaste. Na wierzchołku odwłoka leży przedsionek przetchlinkowy.

## Ekologia i występowanie
Larwy i postacie dorosłe są lądowe i zamieszkują gnijące szczątki roślinne, ściółkę czy butwiejące drewno, a niektóre bytują między nasadami liści bromeliowatych, w mrowiskach lub termitierach.
Plemię ma zasięg pantropikalny, największą różnorodność osiągając w krainie orientalnej.

## Taksonomia
Takson ten wprowadzony został w 1975 roku przez Aleša Smetanę.
Do plemienia zalicza się około 110 opisanych gatunków zgrupowanych w 15 rodzajach:
- Aculomicrus Smetana, 1975
- Heteryon Sharp, 1882
- Lala Hansen, 1999
- Litrosurus d'Orchymont, 1925
- Mircogioton d'Orchymont, 1937
- Nannomicrus Bameul, 1999
- Noteropagus d'Orchymont, 1919
- Omicrogiton d'Orchymont, 1919
- Omicrus Sharp, 1879
- Oreomicrus Malcolm, 1980
- Paromicrus Scott, 1913
- Peratogonus Sharp, 1884
- Psalitrus d’Orchymont, 1919
- Stanmalcolmia Bameul, 1993
- Tylomicrus Schodl, 1995